# JAR-Stadion
Das JAR-Stadion (usbekisch JAR stadioni) ist ein Fußballstadion im Stadtteil Shayxontohur der usbekischen Hauptstadt Taschkent. Das Stadion ist die Heimstätte des Fußballvereins FK Olympic Tashkent, der in der zweithöchsten Liga des Landes spielt. Die Anlage wurde am 6. Juni 1998 eröffnet und bietet 8460 Zuschauern Platz.

## Geschichte
Das Stadion wurde am 6. Juni 1998 zusammen mit dem umliegenden gleichnamigen Sportkomplex eröffnet. Zu diesem gehören ein Schwimmbad mit 1000 Plätzen, zwei kleinere Hallenbäder, eine Sauna, eine Tennishalle sowie mehrere Tennisplätze mit jeweils 1000 Plätzen. Außerdem gibt es eine Leichtathletikanlage mit 2000 Plätzen, je eine Halle für Box- und Ringerwettkämpfe sowie einen Versammlungsraum. Der Komplex befindet sich etwa 1,5 km nordöstlich des Paxtakor-Zentral-Stadions und etwas südlich der U-Bahnstation Chorsu der Linie 2 des Metro-Netzes der Stadt.
Im November 2003 fand die erste Hälfte der Hauptgruppe A der Qualifikation zur Asienmeisterschaft 2004 in Usbekistan statt. Während die Spiele mit usbekischer Beteiligung im Paxtakor-Zentral-Stadion ausgespielt wurden, fanden die anderen drei Spiele im JAR-Stadion statt. Acht Jahre später wurde mit dem Abriss des MHSK-Stadions und an dessen Stelle mit dem Neubau des Bunyodkor-Stadions begonnen. Bis zu dessen Fertigstellung Ende 2012 zog Bunyodkor Taschkent in das JAR-Stadion um. Ebenfalls in der Saison 2012 wurde das Paxtakor-Zentral-Stadion modernisiert, wodurch auch Paxtakor Taschkent seine Heimspiele ins JAR-Stadion verlegte.
Im Oktober und November 2010 war das Stadion Austragungsorte von insgesamt 14 Spiele – darunter zwei Viertelfinals – der U-16-Asienmeisterschaft 2010. Auch war die Anlage in den folgenden Jahren mehrmals Gastgeber von Qualifikationsgruppen für die asiatischen U-Turniere. So 2014 und 2020 für die U-16-/17-Junioren sowie 2022 und 2024 für die U-23-Männer. Im März 2024 fanden außerdem neun Spiele – darunter ein Halbfinale und das Finale – der U-20-Asienmeisterschaft der Frauen 2024 im JAR-Stadion statt.
Seit ihrer Gründung zur Saison 2021 ist der Hauptnutzer des Stadions der FK Olympic Tashkent, der von 2022 bis 2024 in der höchsten Spielklasse des Landes vertreten war.

## Länderspiele
Das JAR-Stadion war seit November 2003 bisher Austragungsort von sechs A-Länderspielen der Männer und von mindestens drei A-Länderspielen der Frauen. Nachfolgend eine Übersicht der Pflichtspiele.
Männer
- 06. Nov. 2003:  Thailand –  Tadschikistan 0:1 (Qualifikation zur Asienmeisterschaft 2004)
- 08. Nov. 2003:  Hongkong –  Tadschikistan 0:0 (Qualifikation zur Asienmeisterschaft 2004)
- 10. Nov. 2003:  Thailand –  Hongkong 1:2 (Qualifikation zur Asienmeisterschaft 2004)
- 14. Nov. 2009:  Usbekistan –  Malaysia 3:1 (Qualifikation zur Asienmeisterschaft 2011)
- 03. Juni 2012:  Usbekistan –  Iran 0:1 (Qualifikation zur Weltmeisterschaft 2014)

Frauen
- 18. Sep. 2021:  Nepal –  Philippinen 1:2 (Qualifikation zur Asienmeisterschaft der Frauen 2022)
- 21. Sep. 2021:  Hongkong –  Nepal 0:0 (Qualifikation zur Asienmeisterschaft der Frauen 2022)
- 24. Sep. 2021:  Philippinen –  Hongkong 2:1 (Qualifikation zur Asienmeisterschaft der Frauen 2022)